# Lexy Kolker
Lexy Kolker (Tarzana, Los Ángeles, California, 17 de agosto de 2009) es una actriz infantil estadounidense conocida principalmente por sus papeles en Freaks, Agents of S.H.I.E.L.D. y Shooter.

## Vida personal
Lexy Kolker nació en Los Ángeles, California, el 17 de agosto de 2009.
Tiene tres hermanas mayores: Ava Kolker, (que también es actriz, y que Lexy asegura que le ha inspirado para serlo con su papel en Girl Meets World), Kayla y Jade.
En 2018 participó en La sirenita junto a Shirley MacLaine.
Ha participado en obras teatrales como Peter Pan, Hairspray, Seussical the Musical, Aladdin Jr., y The Lion King.

## Filmografía

### Actriz

#### Películas
| Año  | Título                   | Papel        | Notas |
| ---- | ------------------------ | ------------ | ----- |
| 2016 | Female Fight Squad       | Lily         |       |
| 2017 | Our Little Secret        | Mona         |       |
| 2018 | You                      | Niña pequeña |       |
| 2018 | La sirenita              | Nieta Lily   |       |
| 2019 | Freaks                   | Chloe        |       |
| 2019 | The Case of Jonas Booker | Marley       |       |

* Fuente: Imdb

#### Series
| Año          | Título                           | Papel            | Notas                                 |
| ------------ | -------------------------------- | ---------------- | ------------------------------------- |
| 2015         | Mentes criminales                | Tatiana Taylor   | Episodio "Awake"                      |
| 2016         | Rachel Dratch's Late Night Snack | Ella misma       | Episodio "Sex, Drugs, and Fairytales" |
| 2016-2018    | Shooter                          | Mary Swagger     | 20 episodios                          |
| 2017         | Searchers                        | Fable con 8 años | Película para televisión              |
| 2017-2018    | Agents of S.H.I.E.L.D.           | Robin Hinton     | 6 episodios                           |
| Por estrenar | For Nothing                      | Lilliana Pieri   | En postproducción                     |

* Fuente: Imdb

#### Anuncios
Su primer papel fue en un anuncio de Shell.
También ha hecho anuncios de Star Wars para Galaxy’s Edge, eBay TV y Whirlpool.

### Bandas sonoras interpretadas
| Año  | Título            | Canción             | Episodio | Notas                      |
| ---- | ----------------- | ------------------- | -------- | -------------------------- |
| 2015 | Mentes criminales | You Are My Sunshine | Awake    | No aparece en los créditos |

* Fuente: Imdb

## Premios y nominaciones
Ha estado nominada dos veces a los Young Entertainer Awards: en 2017 por Shooter y en 2020 por Freaks.